# Tepin Tinggi
Tepin Tinggi is een bestuurslaag in het regentschap Aceh Selatan van de provincie Atjeh, Indonesië. Tepin Tinggi telt 486 inwoners (volkstelling 2010).